# Działanie apetytywne
Działanie apetytywne – działanie, dążenie z całym dynamizmem, do osiągnięcia celu (zachowania instynktownego), świadome lub nieświadome, wynikające z szeroko rozumianej miłości (egoistycznej, własnej, materialnej lub Bożej).
Pojęcie działanie apetytywne zostało użyte po raz pierwszy przez św. Tomasza z Akwinu. 